# کد الکتریکی ملی
کد الکتریکی ملی (انگلیسی: National Electrical Code) استاندارد قابل قبول منطقه‌ای نصب سیم الکتریکی در ایالات متحده آمریکا است. ‌